# Station Apeldoorn
Station Apeldoorn (afkorting Apd) is het centrale spoorwegstation van de Nederlandse stad Apeldoorn. Het werd in gebruik genomen op 15 mei 1876 met de opening van het traject Amersfoort – Apeldoorn – Zutphen, deel van de door de Hollandsche IJzeren Spoorweg-Maatschappij (HSM) aangelegde Oosterspoorweg. Deze lijn, geopend tussen 1874 en 1878, verbond Amsterdam via Amersfoort en Zutphen met Winterswijk, van waaruit een verbinding was met Duitsland.

## Het stationsgebouw
Het station van Apeldoorn is niet verwant aan een van de standaardstations, maar heeft wel gelijkenis met in die periode gebouwde stations. Het bestaat uit een hoog middengedeelte met twee lagere korte zijvleugels. In 1911 werd er voor het middengedeelte een vestibule geplaatst in een afwijkende stijl. In 1985 kwam er een achteringang bij. In 1977 werd het historische interieur gesloopt waarbij ook de koninklijke wachtkamer eraan moest geloven.
In verband met een grootschalige opknapbeurt van het stationsplein vanaf 2004 kwam het voortbestaan van het stationsgebouw in het geding. Na vele protesten is uiteindelijk van sloop afgezien. De linker zijvleugel werd gesloopt in verband met de aanleg van de voetgangerstunnel en is later weer opgebouwd. Het middengedeelte werd van binnen vrijwel volledig gestript.

## Spoorlijnen van en naar Apeldoorn
In 1887 kreeg Apeldoorn er lokaalspoorlijnen in drie richtingen bij: de lijn Apeldoorn - Zwolle en de nog bestaande lijnen Apeldoorn - Dieren en Apeldoorn - Deventer kwamen in 1887 in gebruik. Deze drie spoorlijnen waren eigendom van de KNLS (Koninklijke Nederlandsche Lokaal Spoorwegmaatschappij Koning Willem III), maar in exploitatie bij de HSM.
De spoorlijn Apeldoorn – Deventer werd later opgewaardeerd tot hoofdspoorlijn, als verbinding met Twente in plaats van de al eerder bestaande verbinding via Zutphen – Hengelo. De spoorlijn van Amersfoort via Apeldoorn en Deventer naar Twente werd in 1950 geëlektrificeerd.
De lijn naar Hattem werd in 1950 gesloten voor reizigersverkeer en in 1972 voor goederenverkeer, waarna deze werd opgebroken. De lijn naar Dieren werd gesloten in de jaren zeventig. Sinds 1975 is deze lijn in gebruik bij de Veluwsche Stoomtrein Maatschappij, die zijn vertrekpunt heeft bij een eigen perron aan de achterzijde van het station van Apeldoorn.
In de jaren zeventig heeft het er nog naar uitgezien dat de lijnen Apeldoorn - Zwolle en Apeldoorn - Dieren opnieuw in reizigersdienst zouden komen. De lijnen zouden stadsgewestelijke spoorlijnen worden zoals de toen geopende Zoetermeer Stadslijn. De tweedelige sprinters hadden ook lange tijd koersrollen met Dieren, Apeldoorn et cetera. Mede gezien het gegeven dat de lijnen dan geëlektrificeerd dienden te worden en spoorverlegging bij de Naald en een grote opknapbeurt aan beveiliging en onderhoud noodzakelijk bleken, heeft de NS, en vooral de minister, in 1975 anders doen besluiten. De hoge investeringen waren in die tijden van recessie niet op te brengen.

## 21e eeuw
Lange tijd had Apeldoorn één treinstation. Op 10 december 2006 zijn er twee voorstadshaltes bij gekomen: Apeldoorn De Maten aan de lijn naar Zutphen, en Apeldoorn Osseveld aan de lijn naar Deventer. Hiertoe is de stoptrein vanuit Enschede doorgetrokken tot aan het hoofdstation van Apeldoorn. Voor deze stoptrein werd, na meer dan 10 jaar, spoor 1 weer in gebruik genomen voor reizigersverkeer. Medio 2006 werd het lage perron daarvoor verhoogd en verlengd. Sinds de dienstregeling van 2010 doen de intercity's richting Amersfoort spoor 1 aan.
Het station Apeldoorn werd opgeknapt en gerestaureerd. Zo werd de overkapping verlengd en werd in mei 2007 de tunnel geopend waar zowel fietsers als voetgangers die tussen het zuiden en noorden van Apeldoorn willen reizen, gebruik van kunnen maken. De tunnel komt aan de noordzijde uit op een nieuw stationsplein en grenst direct aan een grote ondergrondse fietsenstalling. In het historische stationsgebouw is behalve de buitenmuren weinig meer van het oude over. In 2007 werden in het gebouw een AH to go en een La Place geopend. Het nieuwe stationsgebied werd op 18 januari 2008 officieel geopend. De vestiging van La Place werd een jaar later bij gebrek aan klanten alweer gesloten. Van oktober 2011 tot januari 2014 was er een Aziatisch fastfoodrestaurant in gevestigd.
Anno 2015 wordt er overlegd over heropening van het monumentale stationsgebouw, met name met het oog op toerisme.
In de vroege ochtend van 17 mei 2021 werd het stationsgebouw zwaar beschadigd door een plofkraak.
Midden 2023 zijn veel sporen en wissels vervangen of verwijderd. De wisselverwarming is elektrisch geworden en treinen rijden in de regel met 80 km/h het station in en uit i.p.v. met 60 of 70 km/h. Een 3e spoor aan de westzijde van het station, waar treinen die vanaf spoor 1 vertrekken richting Amersfoort ruim 1 kilometer overheen moesten met 80 km/h, wordt verwijderd. Spoor 2 wordt een perronspoor voor de serie 7000. Sporen 2 en 3 worden beide doodlopende sporen.

## Afbeeldingen

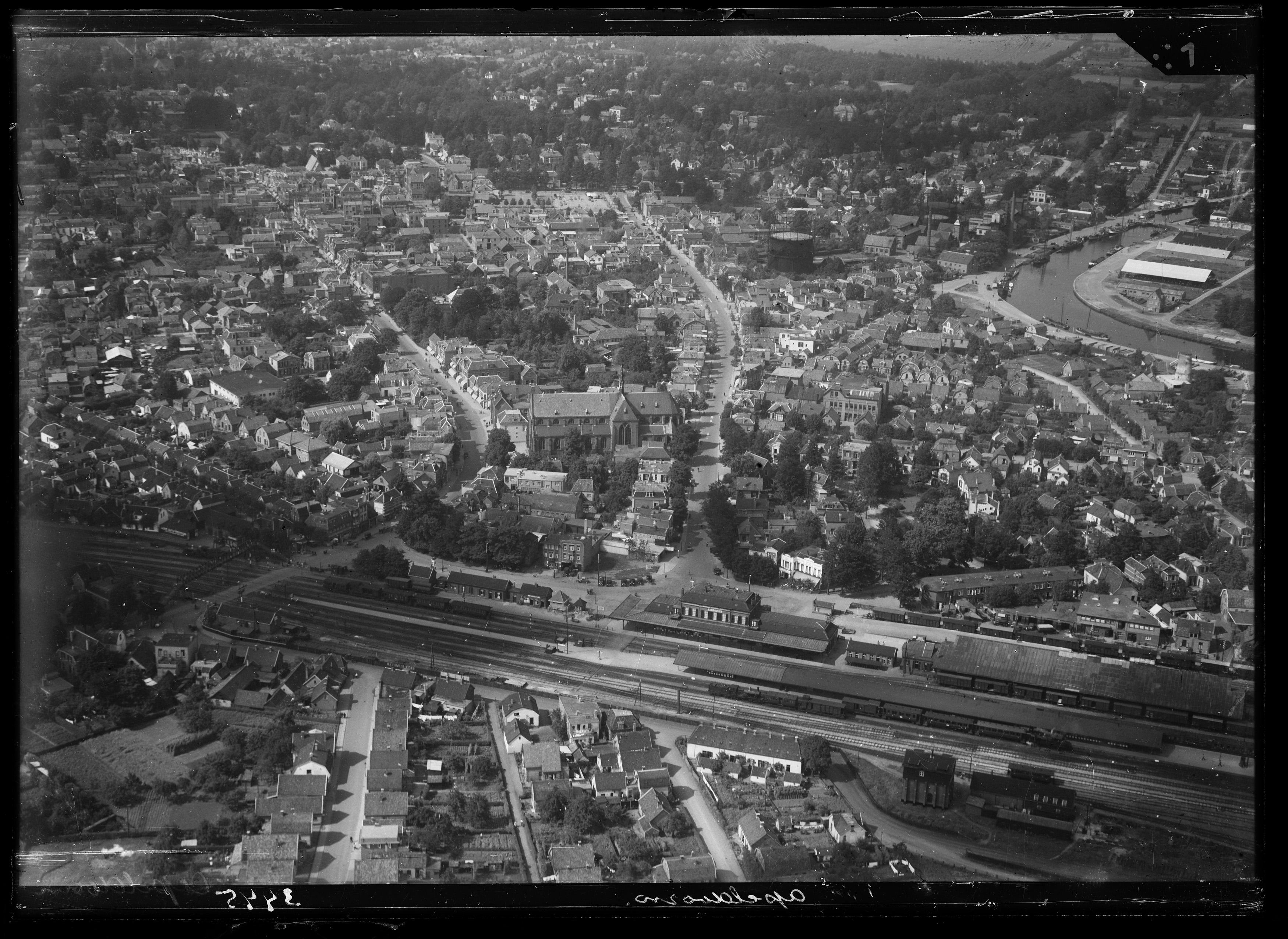
Luchtfoto van Station Apeldoorn en omgeving; circa 1930
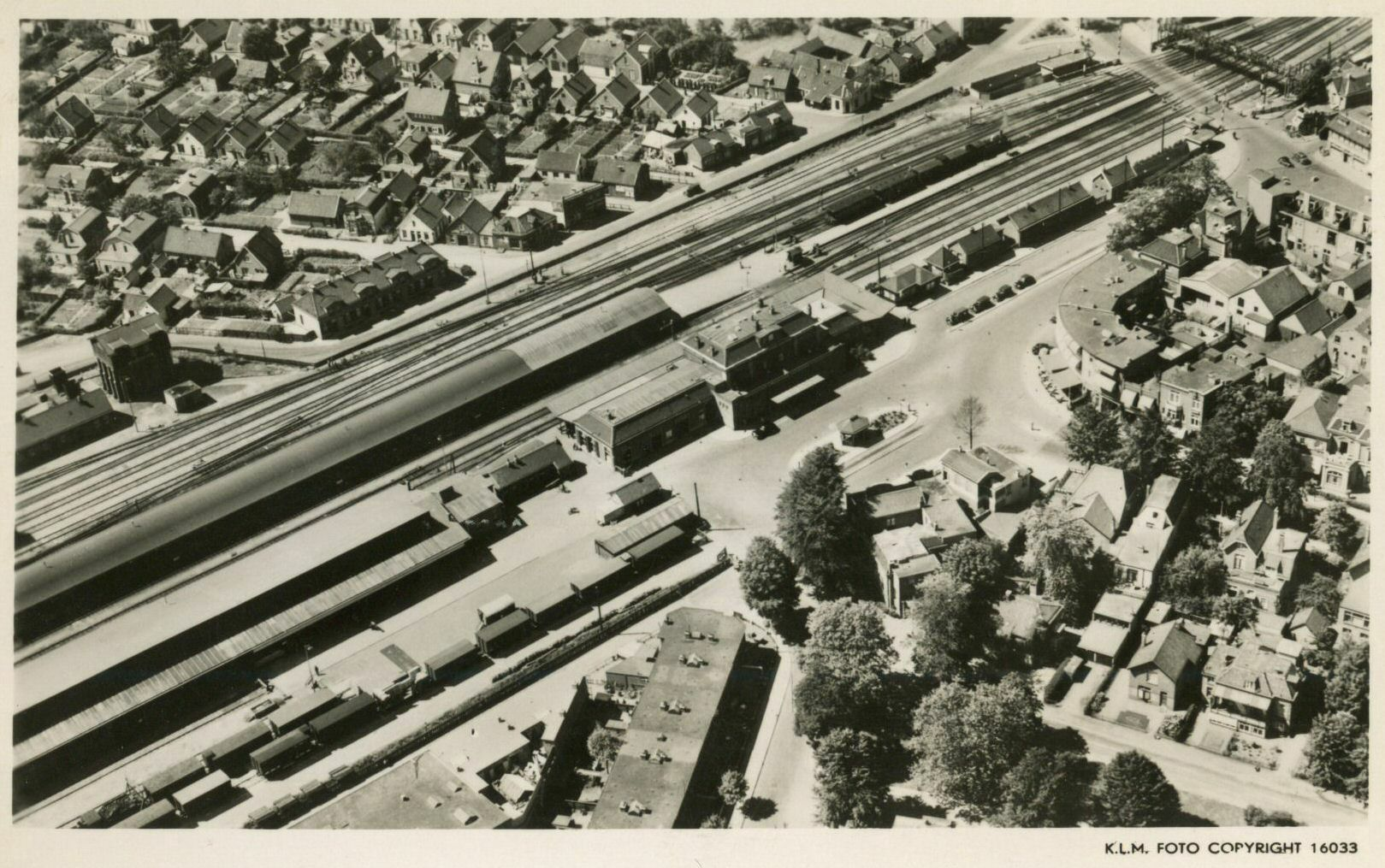
Idem, circa 1945-1947
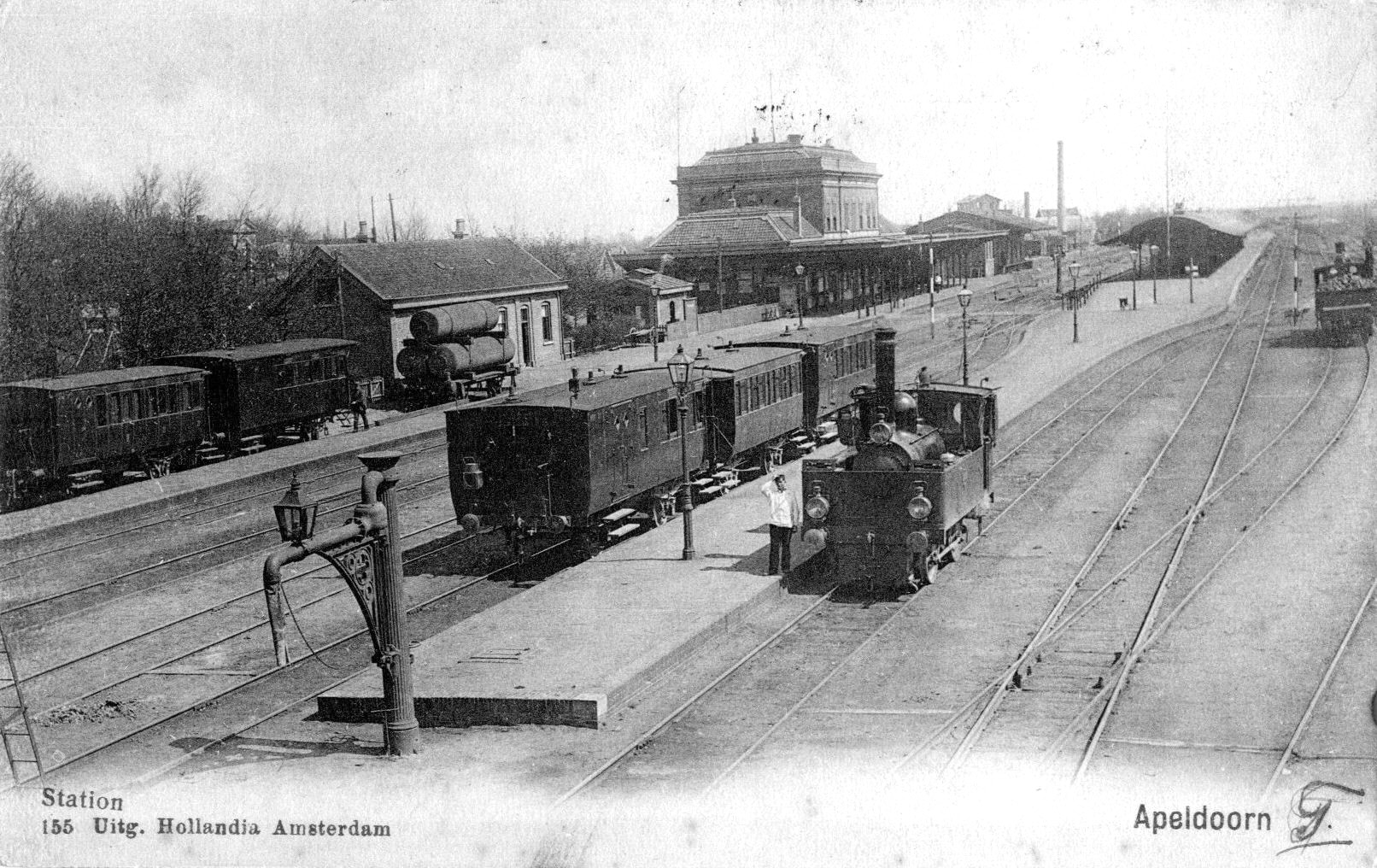
Station Apeldoorn; circa 1900. Collectie van het Utrechts Archief
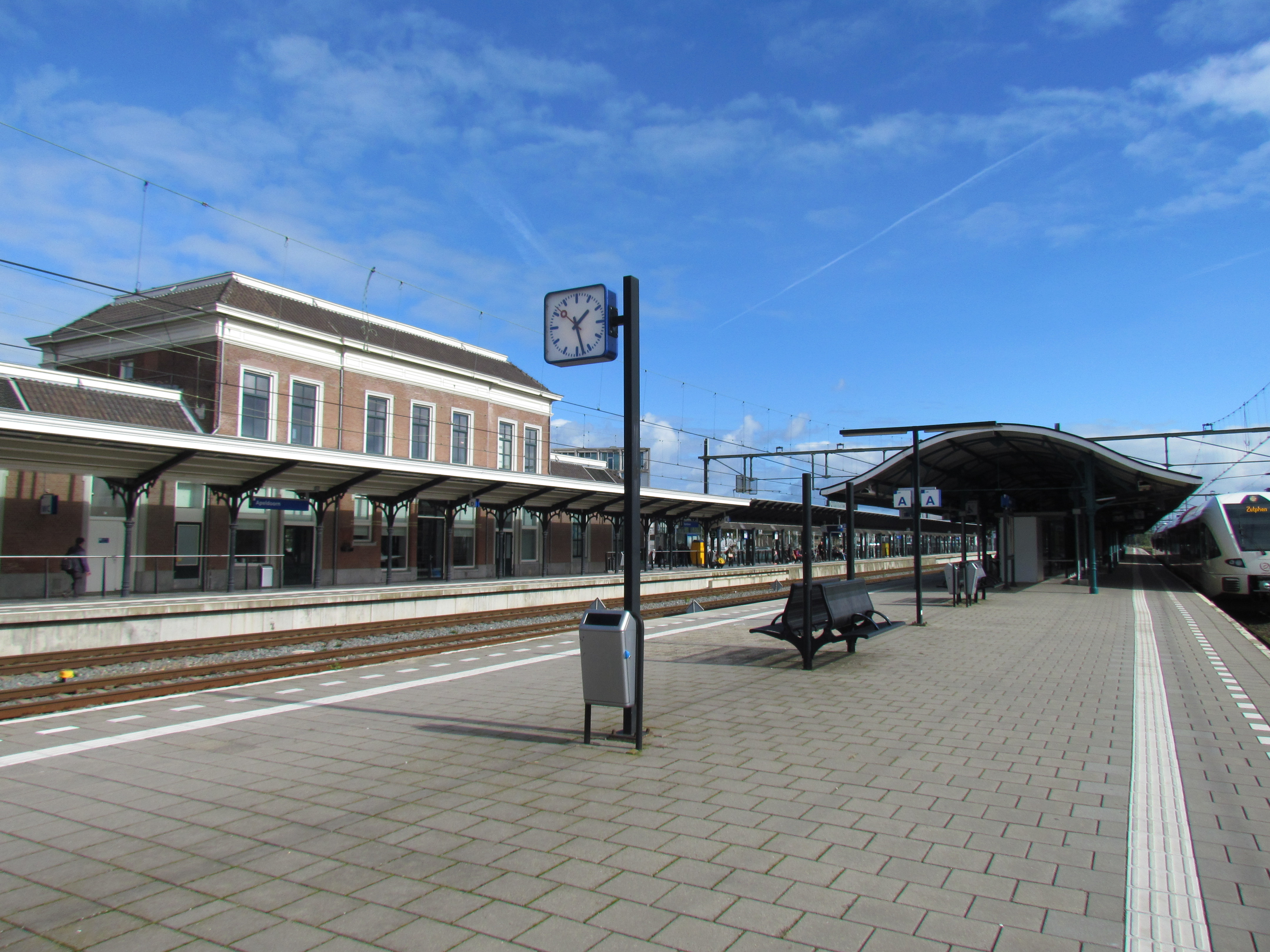
Station Apeldoorn met oude perronoverkapping; 8 oktober 2017
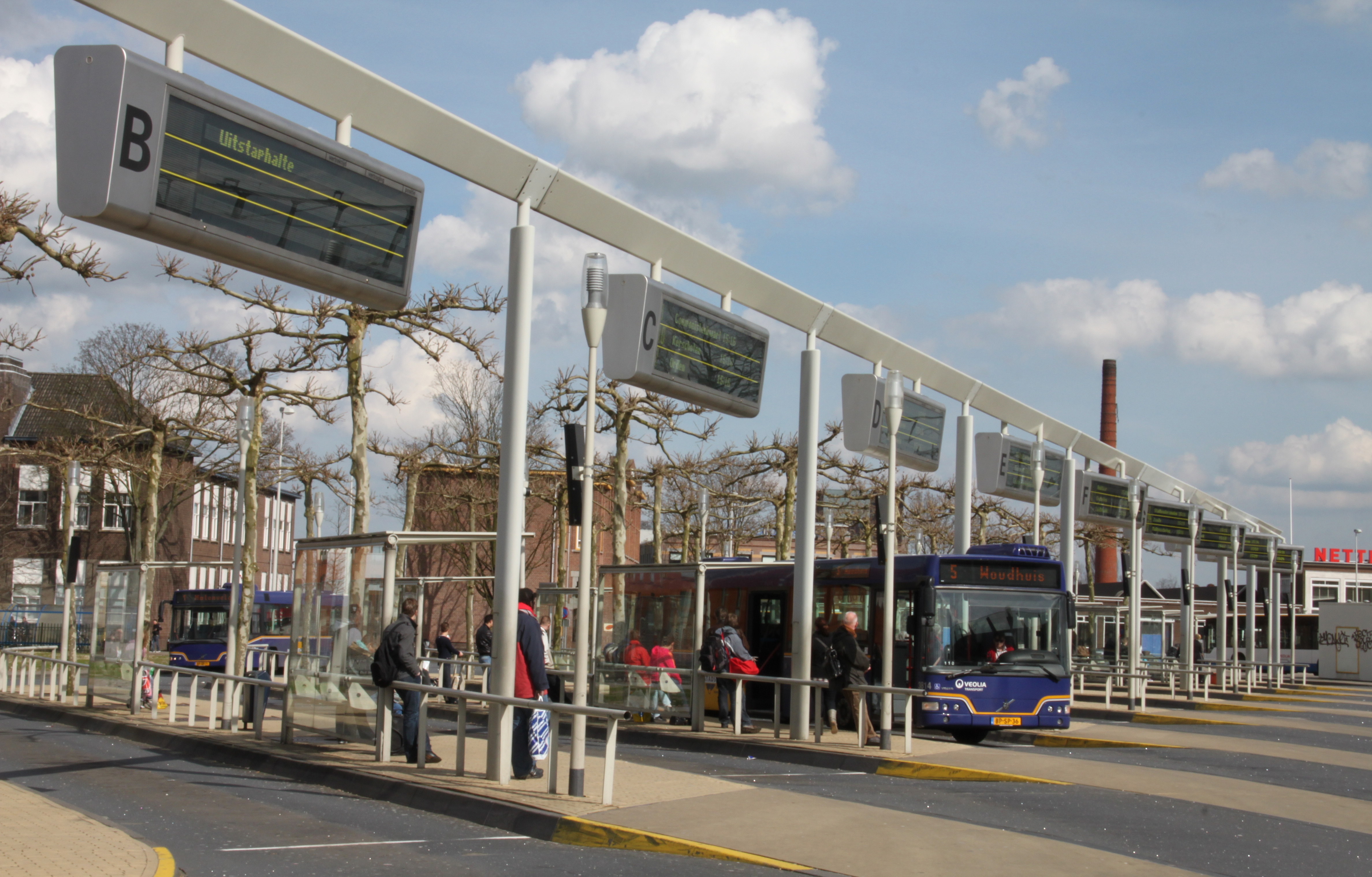
Busstation

## Verbindingen
De volgende treinseries halteren in de dienstregeling 2025 te Apeldoorn:
| Serie         | Treinsoort                                    | Route | Bijzonderheden |
| ------------- | --------------------------------------------- | --- | --- |
| 140/240 IC 77 | Intercity (NS International / DB Fernverkehr) | Amsterdam Centraal – Hilversum – Amersfoort Centraal – Apeldoorn – Deventer – Hengelo – Bad Bentheim – Rheine – Osnabrück Hbf – Bünde (Westf) – Hannover Hbf – Berlin-Spandau – Berlin Hbf – Berlin Ostbahnhof | Stopt niet in Almelo. Rijdt elke twee uur. |
| 1500          | Intercity (NS)                                | Amsterdam Centraal – Hilversum – Amersfoort Centraal – Apeldoorn – Deventer | Rijdt op werkdagen tijdens de spits van/naar Deventer. Tussen de spitsen is dat 1x per 2 uur. Rijdt in het weekend enkele ritten van/naar Deventer.                                                                   |
| 1700          | Intercity (NS)                                | Den Haag Centraal – Gouda – Utrecht Centraal – Amersfoort Centraal – Apeldoorn – Deventer – Almelo – Hengelo – Enschede                                                                                        | Rijdt na 20:00 uur tussen Enschede en Utrecht Centraal en rijdt dan vanaf Utrecht Centraal door als Intercity 2800 naar Rotterdam Centraal.                                                                           |
| 7000          | Sprinter (NS)                                 | Apeldoorn – Deventer – Almelo – Hengelo – Enschede | Rijdt in de spits van/naar Enschede |
| 17800 RS 30   | Stoptrein (Arriva)                            | Zutphen – Apeldoorn | |
| 30400 RE 30   | Sneltrein (Arriva)                            | Apeldoorn – Zutphen – Winterswijk | Rijdt 's avonds van Zutphen naar Apeldoorn en van Apeldoorn naar Winterswijk. Rijdt in het weekend de gehele dag tussen Winterswijk en Apeldoorn. Stopt tussen Zutphen en Winterswijk op alle tussengelegen stations. |

De laatste Intercity uit de 1700-serie (richting Den Haag Centraal) rijdt in de late avond niet verder dan Utrecht Centraal.

## Intocht van Sinterklaas in 2019
Op 16 november 2019 kwam Sinterklaas met de stoomtrein aan op station Apeldoorn in plaats van de Pakjesboot 12. De reden hiervoor was dat het kanaal van Apeldoorn te smal bleek te zijn voor een boot, waardoor Sinterklaas met zijn pieten met de trein naar Nederland moesten reizen.

## Kunst op het Stationsplein
Ter gelegenheid van het huwelijk van kroonprins Willem Alexander en prinses Máxima, werd in 2007 het kunstwerk 'De Kus' van Jeroen Henneman geplaatst. In het kader van de bovengenoemde herinrichting en opknapbeurt van Station Apeldoorn is op het stationsplein in 2007 het kunstwerk 'reizend zand' van Giny Vos geplaatst: een 10 × 4 meter groot paneel met 1,3 miljoen oranjegele leds die verstuivende zandduinen uitbeelden. De ene keer bewegen de duinen zeer snel; op andere momenten zijn er alleen subtiele veranderingen te zien. Het zand verwijst naar de zandgronden waarop Apeldoorn is gebouwd, en de zandverstuivingen op de Veluwe. Een andere verwijzing naar diezelfde Veluwe is te vinden in de keus van de bomen op het plein: grove dennen.

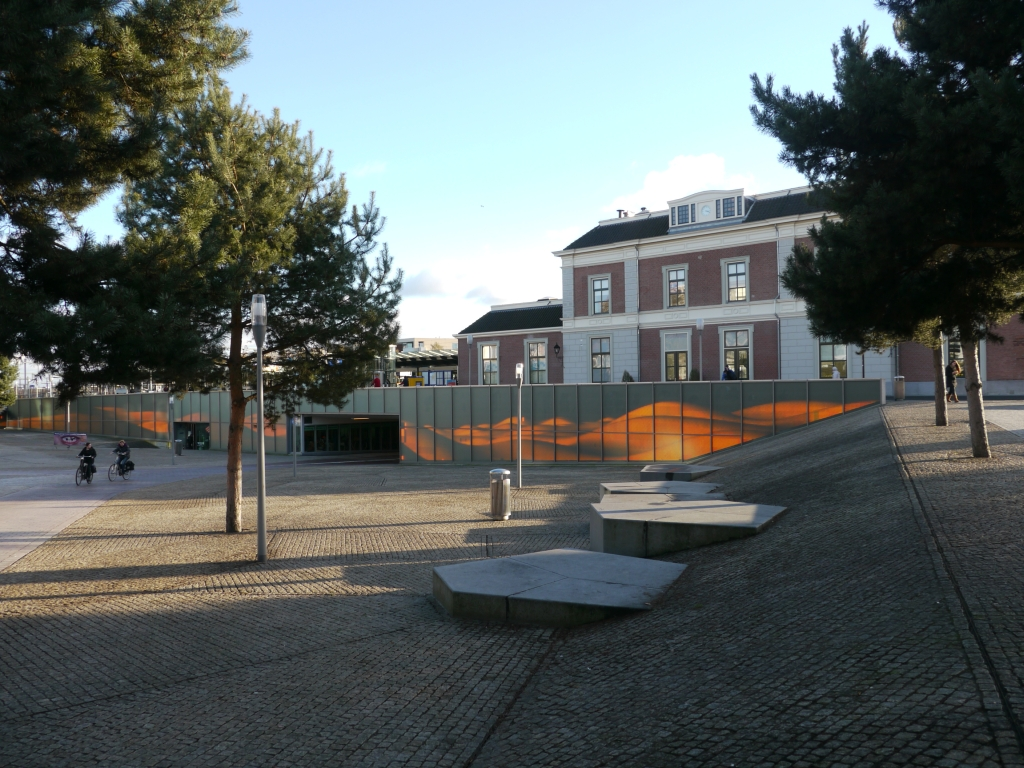
'Reizend zand'
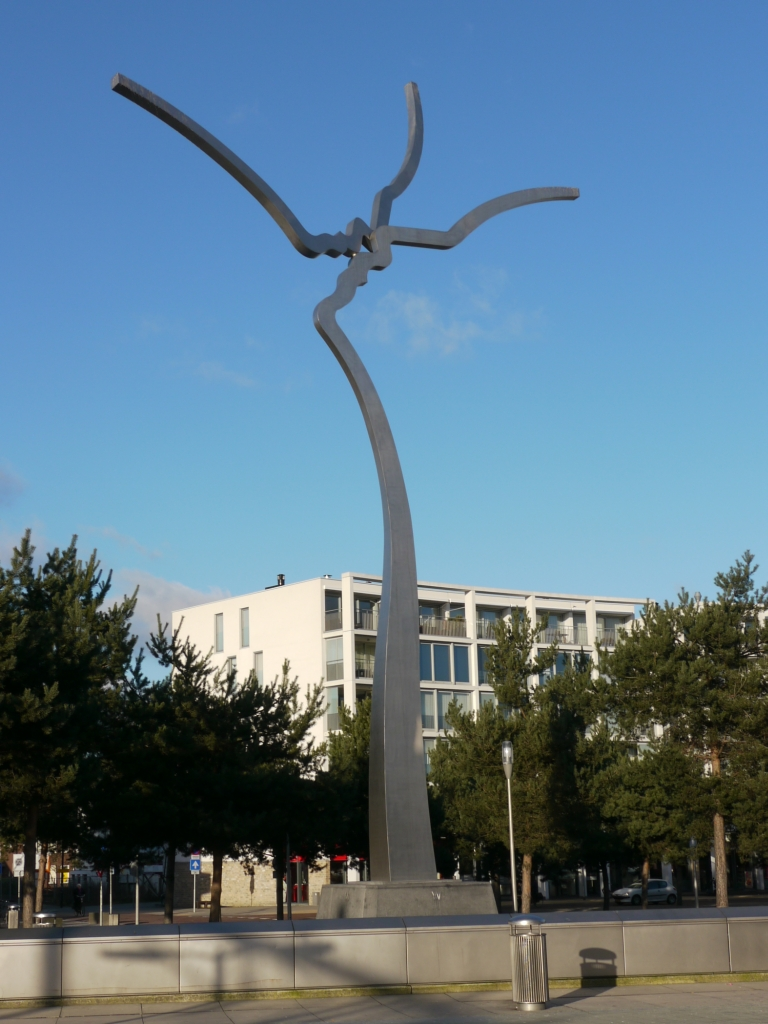
'De Kus'

## Ontwikkeling aantal reizigers
Het aantal door NS vervoerde reizigers (per gemiddelde werkdag) ontwikkelde zich sedert 2019 als volgt:
| Jaar | Aantal reizigers |
| ---- | ---------------- |
| 2019 | 16.667           |
| 2020 | 7.379            |
| 2021 | 7.476            |
| 2022 | 11.266           |
| 2023 | 12.827           |
| 2024 | 12.590           |